# Llindes del carrer de l'Oli (Terrades)
El Carrer de l'Oli és un carrer del municipi de Terrades (Alt Empordà). Les llindes d'aquest carrer són una obra inclosa en l'Inventari del Patrimoni Arquitectònic de Catalunya. Estan situades dins del nucli urbà de la població de Terrades, al bell mig del terme, amb les façanes principals orientades al carrer de l'Oli.

## Descripció
Es tracta de les llindes dels portals d'accés de les cases números 3, 4 i 5 del carrer de l'Oli. Aquests portals són rectangulars, amb els brancals bastits amb carreus de pedra desbastats i les llindes planes monolítiques gravades amb inscripcions diverses, que normalment responen al nom dels propietaris i els anys de construcció. La llinda del número 3 presenta la data 1807, una creu decorativa i el nom del propietari “JOAN PARDORELL”. El número 4 del carrer de l'Oli presenta la data 1806 i el nom “(···) GRATACOS” i el número 5, tot i que és de difícil lectura, sembla indicar una data inicial dins del segle xix també.

## Història
Al centre històric de Terrades es troben diferents cases de dues plantes construïdes majoritàriament entre els segles XVI-XVIII. Posteriorment es varen bastir durant el segle xix, altres cases com les del carrer d'Oli, segurament impulsades per l'evolució a l'alça de la població terradenca (187 habitants el 1718, 486 habitants el 1787 i 846 habitants el 1860).
Aquestes tres cases presenten dates del 1807 en la llinda del número 3, 1806 en la del número 4 i per acabar, el número 5, que sembla indicar una data inicial dins del segle xix encara que il·legible.